# Keyneton
Keyneton är en ort i Australien. Den ligger i kommunen Mid Murray och delstaten South Australia, omkring 64 kilometer nordost om delstatshuvudstaden Adelaide. Antalet invånare är 316.
Närmaste större samhälle är Angaston, omkring 10 kilometer nordväst om Keyneton.
Trakten runt Keyneton består till största delen av jordbruksmark. Runt Keyneton är det mycket glesbefolkat, med 3 invånare per kvadratkilometer. Genomsnittlig årsnederbörd är 419 millimeter. Den regnigaste månaden är juli, med i genomsnitt 68 mm nederbörd, och den torraste är december, med 8 mm nederbörd.